# HerningCentret
Herning Centret er et indkøbscenter i Herning ved Herningmotorvejen og Midtjyske Motorvej. Centret åbnede i 1978 og har efter den seneste tilbygning i 2016 nu 80 butikker, og er dermed det største center i Midtjylland.
Centrets største butik, Kvickly, blev indtil 2002 drevet som lavprisvarehuset OBS!. I tilknytning til centret blev der opført et kontorhøjhus på 11 etager i 1988.
Herning Centret er udvidet og moderniseret flere gange og i 2011 blev det kåret som landets bedste shoppingcenter under 25.000 m² ifølge brancheforeningen NCSC.